# Lijst van rangen en insignes van de Reichsarbeitsdienst

Vlag met het logo van de Reichsarbeitsdienst

Hieronder volgt een Lijst van rangen en insignes van de Reichsarbeitsdienst, of RAD in nazi-Duitsland.
Het is een paramilitair rang systeem dat werd gebruikt tussen de jaren 1934 en 1945.

## Rangen

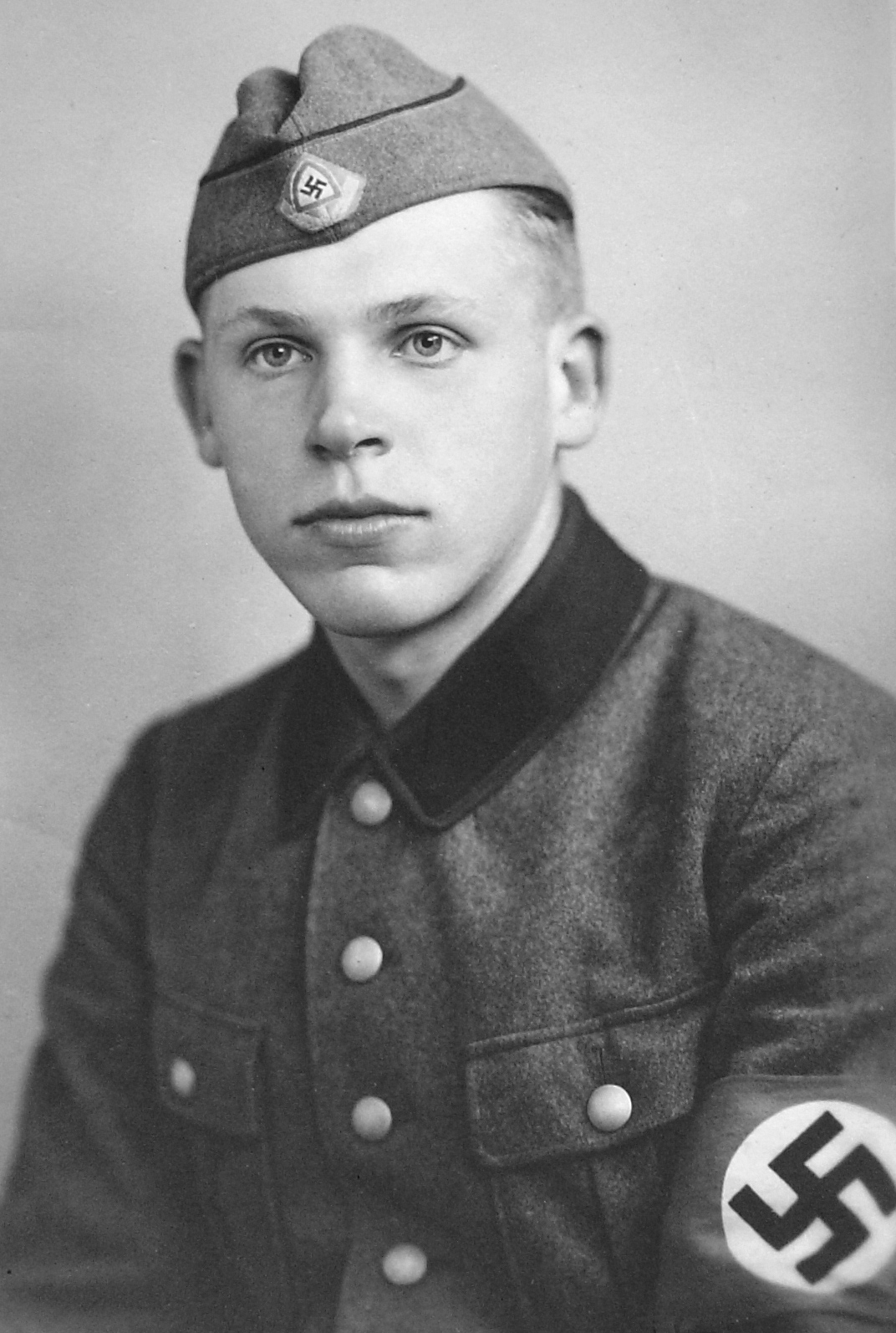
Reichsarbeitsmann (soldaat).

| NAVO-rang | Rangen                                                   | Administratieve rangen | Medische officiers rangen | Vrouwelijke rangen    | Equivalenten rang in de Wehrmacht |
| --------- | -------------------------------------------------------- | ---------------------- | ------------------------- | --------------------- | --------------------------------- |
| OR-1      | Arbeitsmann                                              | -                      | -                         | Arbeitsmaid           | Schütze                           |
| OR-2      | Vormann                                                  | -                      | -                         | -                     | Gefreiter                         |
| OR-3      | Obervormann                                              | -                      | -                         | -                     | Obergefreiter                     |
| OR-4      | Hauptvormann                                             | -                      | -                         | -                     | Stabsgefreiter                    |
| OR-5      | Untertruppführer                                         | -                      | -                         | -                     | Unteroffiziersanwärter            |
| OR-4      | Truppführer                                              | Truppführer            | -                         | Kameradschaftsälteste | Unteroffizier                     |
| OR-6      | Obertruppführer                                          | Obertruppführer        | -                         | Jungführerin          | Feldwebel                         |
| OR-7      | Haupttruppführer geïntroduceerd 1944                     | -                      | -                         | -                     | Oberfeldwebel                     |
| OR-8      | Unterfeldmeister                                         | Unterfeldmeister       | -                         | Maidenunterführerin   | Oberfähnrich                      |
| OF-1b     | Feldmeister                                              | Amtswalter             | -                         | Maidenführerin        | Leutnant                          |
| OF-1a     | Oberfeldmeister                                          | Oberamtswalter         | Arbeitslagerarzt          | Maidenoberführerin    | Oberleutnant                      |
| OF-2      | Oberstfeldmeister                                        | Hauptamtswalter        | Arbeitsfeldarzt           | Maidenhauptführerin   | Hauptmann                         |
| OF-3      | Arbeitsführer                                            | Stabsamtswalter        | Arbeitsarzt               | Stabsführerin         | Major                             |
| OF-4      | Oberarbeitsführer                                        | Oberstabsamtswalter    | Oberarbeitsarzt           | Stabsoberführerin     | Oberstleutnant                    |
| OF-5      | Oberstarbeitsführer                                      | Oberstamtswalter       | Oberstarbeitsarzt         | Stabshauptführerin    | Oberst                            |
| OF-6      | Generalarbeitsführer                                     | Generalarbeitsführer   | Generalarbeitsarzt        | -                     | Generalmajor                      |
| OF-7      | Obergeneralarbeitsführer                                 | -                      | -                         | -                     | Generalleutnant                   |
| OF-8      | Generalfeldmeister geïntroduceerd 1945, geen benoemingen | -                      | -                         | -                     | General                           |
| OF-9      | Generaloberstfeldmeister geïntroduceerd 1945             | -                      | -                         | -                     | Generaloberst                     |
| OF-10     | Reichsarbeitsführer                                      | -                      | -                         | -                     | Generalfeldmarschall              |

## Rang insigne 1943 - 1944
| - 1 Reichsarbeitsführer - 2 Obergeneralarbeitsführer | - 3 Generalarbeitsführer - 4 Oberstarbeitsführer | - 5 Oberarbeitsführer - 6 Arbeitsführer | - 7 Oberstfeldmeister - 8 Oberfeldmeister | - 9 Feldmeister - 10 Unterfeldmeister | - 11 Obertruppführer - 12 Truppführer | - 13 Untertruppführer - 14 Obervormann | - 15 Vormann - 16 Arbeitsmann |

## Loon van hetstampersonal
| Mannelijk - rang         | Vrouwelijk - loonschaal | Mannelijk - jaarlijks loon Reichsmark (RM) | Aantal posities voor mannen 1939 | Vrouwelijk - rang        | Vrouwelijk - loonschaal | Vrouwelijk - jaarlijks loon Reichsmark (RM) |
| ------------------------ | ----------------------- | ------------------------------------------ | -------------------------------- | ------------------------ | ----------------------- | ------------------------------------------- |
| Truppführer              | RADm 11b                | 1140-1424,40                               | 13 894                           |                          |                         |                                             |
| Obertruppführer          | RADm 11a                | 2000-2700                                  | 13 576                           |                          |                         |                                             |
| Unterfeldmeister         | RADm 9                  | 2350-3500                                  | 7 805                            | Maidenunterführerin      | RADw 7                  | 1200-1650                                   |
| Feldmeister              | RADm 8b                 | 2400-4600                                  | 4 934                            | Maidenführerin           | RADw 6                  | 1440-2200                                   |
| Oberfeldmeister          | RADm 8a                 | 3000-5300                                  | 3 669                            | Maidenoberführerin       | RADw 5                  | 2100-3100                                   |
| Oberstfeldmeister        | RADm 7                  | 4800-7000                                  | 3 205                            | Maidenhauptführerin      | RADw 4                  | 2500-4250                                   |
| Arbeitsführer            | RADm 6                  | 5200-8400                                  | 882                              | Maidenstabsführerin      | RADw 3                  | 3800-5900                                   |
| Oberarbeitsführer        | RADm 5                  | 7000-9700                                  | 354                              | Maidenoberstabsführerin  | RADw 2                  | 4800-8400                                   |
| Oberstarbeitsführer      | RADm 4                  | 8400-12600                                 | 48                               | Maidenhauptstabsführerin | RADw 1                  | 5500-9500                                   |
| Generalarbeitsführer     | RADm 3                  | 14 000                                     | 19                               |                          |                         |                                             |
| Obergeneralarbeitsführer | RADm 2                  | 18 000                                     | 1                                |                          |                         |                                             |
| Reichsarbeitsführer      | RADm 1                  | 24 000                                     | 1                                |                          |                         |                                             |

Het gemiddelde jaarloon van een industriearbeider was in 1939 1459 Reichsmark, en voor een particulier ingehuurd administratief medewerker 2772 Reichsmark.